# Escale obligatoire
Pour plus de détails, voir Fiche technique et Distribution.

Escale Obligatoire est un téléfilm français réalisé par Jean Prat en 1962.

## Synopsis
À bord d'un avion de ligne, un grave cas de conscience est posé au commandant de bord: une petite fille est atteinte de péritonite. La prochaine escale ne possède pas d'hôpital. Faut-il obéir au règlement qui impose le respect du parcours prévu ou bien rallier au plus vite une escale où la petite fille pourra être opérée? Le commandant décide de faire voter les passagers. Les avis sont partagés. Le suspens naît d'un bulletin blanc qui, seul, peut faire pencher la balance.

## Fiche technique
- Titre : Escale Obligatoire
- Réalisation : Jean Prat
- Scénario : Yves Jamiaque
- Production : ORTF
- Pays : France
- Langue : français
- Genre : Drame
- Date de diffusion : 22 août 1962[2]

## Distribution
- Roger Pigaut : Le commandant de bord
- Jacques Deschamps : Le radio de bord
- Jacques Monod : L'homme d'affaires
- Michael Lonsdale : L'Américain
- Jean-Marie Robain : L'avocat
- William Sabatier : Le commandant de la base
- Mario Pilar : Le radio du poste de contrôle
- Jacques Seiler : Le pilote
- Bachir Touré : Le prêtre
- Paul Amiot : Le docteur
- Robert Bazil : Le radio de Lisbonne
- Nora Costes : L'hôtesse
- Madeleine Damien : La femme sèche
- Élisabeth Hardy : La mère
- Germaine de France : La vieille dame
- Claudine Coster : La starlette
- Catherine Coste : L'enfant[2]